# Jericho (Simply Red)
Jericho is een nummer van de Britse band Simply Red uit 1986. Het is de vierde single van hun debuutalbum Picture Book.
Het nummer is een ballad met jazzinvloeden. Het haalde in het Verenigd Koninkrijk een bescheiden 53e positie. Het meest succesvol was het nummer in het Nederlandse taalgebied, waar het een bescheiden hitje werd. In de Nederlandse Top 40 haalde het de 17e positie, en in de Vlaamse Radio 2 Top 30 de 20e.